# Gabriele Wohmann

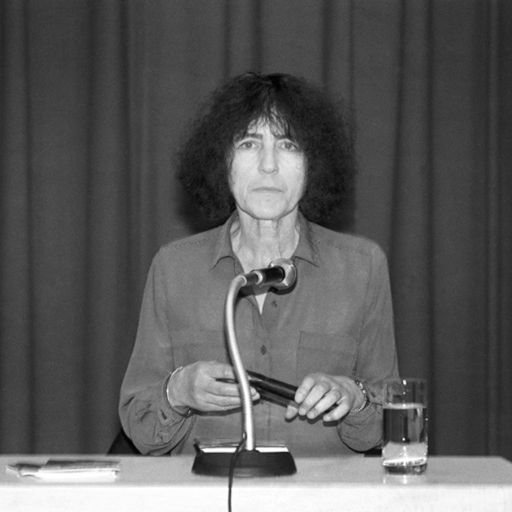
Gabriele Wohmann

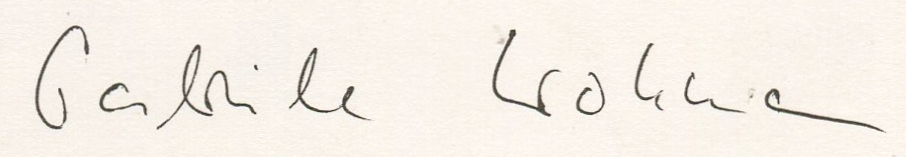

Gabriele Wohmann, född Guyot den 21 maj 1932 i Darmstadt, död 22 juni 2015 i Darmstadt, var en tysk författare.

## Böcker på svenska
- Lilla Paula ensam var ... (Paulinchen war allein zu Haus) (översättning Brita Edfelt, Atlantis, 1978)
- Utflykt med modern (Ausflug mit der Mutter) (översättning Brita Edfelt, Atlantis, 1979)
- Tidig höst i Badenweiler (Frühherbst in Badenweiler) (översättning Karin Löfdahl, Atlantis, 1981)
- Så bra att ingen vet (Ach wie gut, dass niemand weiss) (översättning Berit Skogsberg, Atlantis, 1982)
- Kärlekshormon (Das Salz, bitte!) (översättning Connie Andersson och Christina Garbergs-Gunn, Zelos, 1995)